# Andrew Panko
Andrew "Andy" John Panko III (Harrisburg, Pensilvania, 29 de noviembre de 1977) es un exbaloncestista estadounidense. Se retiró perteneciendo a la plantilla del Fuerza Regia de la Liga Nacional de Baloncesto Profesional de México. Con 2,03 metros de estatura, jugaba en la posición de alero y ala-pívot.

## Carrera
- Lebanon Valley (1996-1999)
- New Mexico Slam (1999-2001)
- Atlanta Hawks (2001)
- Record Napoli (2001-2002)
- Dakota Wizards (2002-2003)
- CB Girona (2003)
- Gigantes de Carolina (2003)
- CB Girona (2003-2004)
- CB Sevilla (2004-2005)
- Lagun Aro Bilbao (2005-2006)
- PAOK Salónica BC (2006)
- Lagun Aro Bilbao (2007)
- San Sebastián Gipuzkoa Basket Club (2007-2012)
- Panathinaikos BC (2012)
- Unicaja Málaga (2012-2013)
- Baloncesto Fuenlabrada (2013-2015)
- Vaqueros de Bayamón (2015)
- SLUC Nancy Basket (2015-2016)
- Vaqueros de Bayamón (2016)
- Fuerza Regia de Monterrey (2016-2017)
- Guaros de Lara (2017)
- Fuerza Regia de Monterrey (2017-2018)

## Palmarés
- Campeón de la CBA 2001/02 con los Dakota Wizards.
- Subcampeón de la liga LEB Oro 2007/08 con el Bruesa GBC.
- 1 Liga Nacional de Baloncesto Profesional de México (2017)

## Estadísticas en Europa
| Temporada | Liga                      | Equipo                                   | P   | MIN  | TC  | TCA  | %TC  | 3P  | 3PA | %3P  | 2P  | 2PA  | %2P  | TL  | TLA | %TL  | R.OF. | R.DEF. | REB | ASIS | ROB | TAP | PER | FP  | PTS  |
| 2002-03   | ACB                       | Casademont Girona                        | 9   | 35.8 | 6.0 | 14.4 | .415 | 1.3 | 4.7 | .286 | 4.7 | 9.8  | .477 | 3.9 | 4.9 | .795 | 1.6   | 4.3    | 5.9 | 1.8  | 1.3 | 0.1 | 2.4 | 3.9 | 17.2 |
| 2003-04   | ACB                       | Casademont Girona                        | 34  | 32.4 | 5.3 | 12.0 | .442 | 1.0 | 3.6 | .287 | 4.3 | 8.4  | .509 | 5.0 | 6.2 | .805 | 1.8   | 3.1    | 4.9 | 1.3  | 0.7 | 0.2 | 1.8 | 2.9 | 16.6 |
| 2004-05   | ACB                       | Caja San Fernando                        | 33  | 27.7 | 4.1 | 9.1  | .445 | 1.0 | 3.0 | .330 | 3.1 | 6.1  | .502 | 2.6 | 3.3 | .787 | 1.3   | 2.5    | 3.8 | 1.6  | 0.8 | 0.1 | 1.6 | 2.4 | 11.7 |
| 2005-06   | ACB                       | Lagun Aro Bilbao Basket                  | 34  | 28.9 | 4.9 | 10.2 | .480 | 1.0 | 2.9 | .343 | 3.9 | 7.3  | .534 | 3.4 | 3.9 | .871 | 1.3   | 3.6    | 5.0 | 0.8  | 1.0 | 0.1 | 1.7 | 2.3 | 14.1 |
| 2006-07   | A1 Ethniki ACB ULEB Cup   | PAOK Salónica BC Lagun Aro Bilbao Basket | 21  | 21.0 | 2.8 | 5.3  | .523 | 0.9 | 1.6 | .576 | 1.9 | 3.7  | .500 | 2.2 | 3.0 | .742 | 1.0   | 2.7    | 3.7 | 1.0  | 0.2 | 0.2 | 1.7 | 2.0 | 8.6  |
| 2008-09   | ACB                       | Bruesa GBC                               | 32  | 31.8 | 5.1 | 10.7 | .474 | 1.3 | 3.7 | .361 | 3.7 | 7.0  | .534 | 2.0 | 2.8 | .714 | 1.9   | 4.9    | 6.8 | 1.5  | 0.8 | 0.1 | 1.3 | 2.4 | 13.5 |
| 2009-10   | ACB                       | Bruesa GBC                               | 33  | 29.6 | 3.8 | 8.4  | .458 | 1.0 | 2.7 | .360 | 2.9 | 5.7  | .505 | 4.2 | 5.2 | .806 | 1.6   | 5.3    | 6.9 | 2.0  | 0.8 | 0.2 | 2.4 | 2.5 | 12.8 |
| 2010-11   | ACB                       | Bruesa GBC                               | 33  | 30.3 | 4.4 | 9.6  | .456 | 1.0 | 2.7 | .371 | 3.4 | 6.9  | .489 | 2.7 | 3.1 | .864 | 1.1   | 4.5    | 5.6 | 1.3  | 0.7 | 0.1 | 1.5 | 2.3 | 12.4 |
| 2011-12   | ACB                       | Bruesa GBC                               | 34  | 32.0 | 6.7 | 14.2 | .469 | 1.6 | 4.6 | .342 | 5.1 | 9.6  | .531 | 4.0 | 5.1 | .780 | 1.1   | 4.2    | 5.3 | 1.4  | 0.8 | 0.0 | 2.5 | 3.0 | 18.9 |
| 2012-13   | A1 Ethniki ACB Euroleague | Panathinaikos BC Unicaja Málaga          | 53  | 23.7 | 3.0 | 6.9  | .434 | 0.6 | 1.8 | .330 | 2.4 | 5.1  | .472 | 1.3 | 1.9 | .677 | 1.2   | 2.7    | 3.9 | 1.2  | 0.3 | 0.1 | 1.1 | 2.9 | 7.9  |
| 2013-14   | ACB                       | Baloncesto Fuenlabrada                   | 33  | 32.5 | 6.4 | 13.4 | .480 | 1.5 | 4.0 | .376 | 4.9 | 9.4  | .524 | 3.5 | 4.6 | .775 | 0.9   | 3.8    | 4.6 | 1.7  | 0.6 | 0.1 | 1.7 | 2.7 | 17.9 |
| 2014-15   | ACB                       | Baloncesto Fuenlabrada                   | 12  | 33.6 | 5.9 | 13.8 | .428 | 0.4 | 2.3 | .179 | 5.5 | 11.5 | .478 | 4.8 | 5.9 | .803 | 1.4   | 5.1    | 6.5 | 2.0  | 0.2 | 0.0 | 2.8 | 2.5 | 17.0 |
|           |                           | Total                                    | 361 | 29.3 | 4.7 | 10.2 | .459 | 1.1 | 3.1 | .344 | 3.6 | 7.1  | .509 | 3.1 | 3.9 | .790 | 1.3   | 3.8    | 5.1 | 1.4  | 0.7 | 0.1 | 1.8 | 2.6 | 13.5 |

## Distinciones individuales
- MVP de la CBA 2002/03.
- Integrante del  CBA All-League 2002/03.
- MVP de la temporada regular de la liga LEB Oro 2007/08.
- Jugador de la semana de la jornada 26 de la liga ACB 2003/04.
- Jugador de la semana de la jornada 26 de la liga ACB 2005/06.
- MVP Liga ACB 2011-12.[2]